# Nelė Žilinskienė
Nelė Žilinskienė, nata Savickytė (Telšiai, 29 dicembre 1969), è un'ex altista lituana.

## Palmarès

### Europei
- 1 medaglia:
  - 1 bronzo (Helsinki 1994)

### Universiadi
- 1 medaglia:
  - 1 argento (Buffalo 1993)